# ازوونیمیر تسیمرمانچیچ
ازوونیمیر تسیمرمانچیچ (کرواتی: Zvonimir Cimermančić؛ ۲۶ اوت ۱۹۱۷ – ۱۴ مهٔ ۱۹۷۹) بازیکن فوتبال اهل کرواسی و یوگسلاوی بود.
از باشگاه‌هایی که در آن بازی کرده‌است می‌توان به باشگاه فوتبال دینامو زاگرب و باشگاه فوتبال لوکوموتیو زاگرب اشاره کرد.
وی همچنین در تیم‌های ملی فوتبال کرواسی و یوگسلاوی بازی کرده‌است. تسیمرمانچیچ در مسابقات کشوری و بین‌المللی در مجموع برندهٔ ۱ مدال نقره شده‌است.